# Ольгино (Шигонский район)
Ольгино — деревня в Шигонском районе Самарской области в составе сельского поселения Тайдаково. 

## География
Находится на берегу залива Куйбышевского водохранилища на расстоянии примерно 17 километров по прямой на восток-северо-восток от районного центра села Шигоны.

## История
Основана в 1840-х годах. Названа по имени жены графа В.П.Орлова-Давыдова, урожденной княжны Ольги Барятинской.

## Население
Постоянное население составляло 18 человек (русские 83%) в 2002 году, 7 в 2010 году.